# Tiêu thổ
Tiêu thổ (phá sạch) là một chiến lược quân sự khi một đội quân trước khi rút ra khỏi một địa điểm sẽ phá hủy tất cả những thứ mà địch quân có thể sử dụng được. Tuy nghĩa chính là đốt lương thực, nhưng chiến pháp này bao gồm luôn việc phá sạch các phương tiện trọng yếu như nhà cửa, giao thông, liên lạc, nhà máy... Mục đích là tạo khó khăn cho địch quân khi vào vùng đất bị tàn phá, không đủ điều kiện đóng quân, ăn nghỉ và sửa sang dụng cụ máy móc.

## Phân loại
Hoạt động "tiêu thổ" khác nhau giữa các đối tượng của chiến tranh, lực lượng tấn công hay lực lượng phòng vệ, tình huống tấn công hay rút quân, và giữa vùng lãnh thổ của quốc gia nào trong cuộc chiến tranh. Thông thường, quốc gia bị xâm lược yếu thế buộc phải rút quân, họ thực hiện "tiêu thổ" trên lãnh thổ của mình. Đối với đội quân xâm lược, họ tiến quân trên lãnh thổ nước khác thì họ sẽ tiến hành "tiêu thổ" nếu như tình thế bất lợi buộc họ phải rút lui. Họ tàn phá mọi thứ không để cho quân nước chủ nhà có thể quay lại sử dụng. Nhưng đôi khi, quân tấn công sẽ phá hủy mọi thứ trên bước đường hành quân trong giai đoạn tấn công, mà không cần chiếm dụng bất cứ thứ gì, một hình thức khủng bố đất nước mà họ xâm lược.
"Tiêu thổ" là loại chiến lược để đối phó chiến lược "Lấy chiến tranh nuôi chiến tranh".

## Pháp lý
Chiến lược "tiêu thổ" với việc phá hủy thức ăn và nguồn nước của dân thường trong một khu vực xung đột đã bị cấm theo Điều 54 Nghị định thư I của Công ước Geneva năm 1977. Điều khoản ghi:
"Không được phép tấn công, tiêu diệt, loại bỏ, hoặc làm cho những vật dụng không thể thiếu cho sự sống còn của dân thường, như thực phẩm, nông nghiệp sản xuất thực phẩm, cây trồng, vật nuôi, nước uống và vật tư, và công trình thủy lợi mục đích cụ thể là loại bỏ ý nghĩa nuôi dưỡng của chúng đối với dân thường hoặc cho lực lượng đối địch, bất kể động cơ nào, cho dù để bỏ đói thường dân, khiến họ di chuyển đi, hoặc cho bất kỳ động cơ nào khác".

## Quân sự

### Truyện trong Kinh thánh
Khi Abraham vào khu sau này là đất Do Thái, người Philistines lấp các giếng nước (Sáng Thế 26: 15, 18).
Samson dùng lửa đốt đuôi của 300 con chồn và xua chúng chạy vào đốt cháy ruộng của dân Philistines (Thủ Lãnh 15: 4, 5).
Jeremiah tiên đoán rằng người Babylon sẽ tàn phá vùng đất Judah và đất sẽ trở thành vô dụng trong 70 năm (Jeremiah 25: 8-11; 2 Chronicles 36: 20, 21).
Giáo sư Lawrence E. Stager của Đại học Harvard nói: "Qua thời đại Philistia và sau đó thời đại Judah, chiến pháp tiêu thổ của các vua Babylon đã tạo nên nhiều vùng đất hoang thực sự."
Đất Babylon trở thành vùng đất hoang vu cho đến ngày nay.

### Thời La Mã
Trong thời Chiến tranh xâm lược xứ Gaule, khi bị các bộ lạc Đức tấn công, dân Helvetii gốc Celt phải chạy xuống miền nam. Để tỏ chí quyết tâm ra đi, họ đốt sạch nhà cửa và mọi thứ họ không thể đem theo. Sau khi các bộ lạc Đức bị quân La Mã và quân xứ Gaule đánh dẹp, dân Helvetii phải trở lại khu đất ở Thụy Sĩ và Đức xây dựng lại những gì họ từng tàn phá.
Cũng trong thời này, dân Gaule, dưới chỉ huy của Vercingetorix, âm mưu dụ quân La Mã vào một khu đất họ đã tàn phá và vây lại để đánh. Mặc dù bị thiếu thốn khó khăn nhưng quân La Mã vẫn đủ sức phá tan quân Gaule, bắt họ phải phục tòng đế quốc La Mã. Khu đất bị tàn phá này là khu xứ Benelux và Pháp ngày nay.
Trong Chiến tranh Punic thứ hai (218 TCN - 202 TCN) quân Carthage dùng tiêu thổ khi họ tràn vào nước Ý.

### Cận đại
Nước Đại Việt thời nhà Trần đã dùng chiến thuật tiêu thổ để chống lại 3 cuộc xâm lăng của quân Mông Nguyên (các năm 1258, 1285, 1288).
Lãnh tụ Scotland là Robert the Bruce sử dụng chiến thuật tiêu thổ chống cuộc xâm lăng của vua Anh là Edward I.
Năm 1462 hoàng thân Vlad III Dracula chống quân Thổ Nhĩ Kỳ tại Công quốc Wallachia.
Nhiều viên chỉ huy quân sự Anh thế kỷ 16 như Walter Devereux, Richard Bingham và Humphrey Gilbert dùng tiêu thổ binh pháp trong các cuộc chiến với Ireland.
Năm 1578-1590, dân Ba Tư cũng dùng cách này để ngăn chận cuộc xâm lăng của đế quốc Ottoman.

### Thế kỷ 19
Trong thời chiến của Napoléon, tiêu thổ kháng chiến rất có hiệu quả tại Tây Ban Nha và Nga.
Trong cuộc chiến tại Utah năm 1858, dân Mormon theo chỉ huy của Brigham Young tàn phá vùng họ ở trước khi rút lui.
Tướng Hoa Kỳ William Tecumseh Sherman trong cuộc Nội chiến Mỹ tàn phá những vùng quân đội của ông đi qua, 300 dặm dọc, 60 dặm ngang, từ Atlanta đến Savannah, Georgia.

### Chiến tranh dân Boer
Horatio Kitchener dùng tiêu phép thổ trong thời kỳ thứ nhì của cuộc chiến với dân Boer khi quân Đế quốc Anh không hạ được kháng chiến quân Boer. Lính Anh đốt nhà, đốt ruộng của dân Boer để dân quân xứ họ không có đủ ăn và đau lòng khi thấy vợ con không nhà không cửa. Tuy nhiên chiến thuật này thất bại. Sau đó, lính Anh bắt những vợ con của quân kháng chiến vào trại tập trung làm chết nhiều người vì bệnh tật và thiếu ăn.

### Chiến tranh Da đỏHoa Kỳ
Trong cuộc chiến với các bộ lạc dân da đỏ tại Hoa Kỳ, Kit Carson sử dụng chiến thuật tiêu thổ khi muốn khuất phục bộ lạc dân Navajo. Quân đội Mỹ đốt ruộng lúa, phá nhà cửa và tịch thu hay giết gia súc của bộ lạc này. Đồng thời khích lệ những bộ lạc thù địch với Navajo tiếp sức đánh phá làm đời sống của họ thêm khó khăn. Năm 1864, khi cạn lương thực và hết chỗ sống, bộ lạc Navajo phải đầu hàng và 8.000 dân này phải chịu đựng cuộc hành trình đi bộ 300 dặm đến đồn Sumter thuộc New Mexico. Rất nhiều người chết trong cuộc đi bộ này và nhiều năm tù tội sau đó.

### Chiến tranh Trung-Nhật
Trong chiến tranh Trung-Nhật thứ nhì, năm 1938 quân Trung Quốc phá đê gây ra nạn lụt để làm chậm mức tiến của quân ngoại xâm từ Nhật Bản. Quân Nhật cũng dùng phép tương tự (gọi là "Tam quang chính sách") chống lại quân Trung Quốc. Kết quả là đời sống của dân chúng rất khổ sở.

### Chiến tranh thế giới thứ hai
Năm 1941 khi quân Đức xâm chiếm Liên Xô, Iosif Vissarionovich Stalin ra lệnh cho quân dân Liên Xô dùng tiêu thổ kháng chiến làm chậm bước tiến của ngoại xâm. Mấy năm sau, khi quân Đức rút lui khỏi lãnh thổ Liên Xô họ cũng làm thế để ngăn mức tiến của quân Liên Xô đang rượt đuổi.
Tháng 11 năm 1944 quân Đức cũng dùng chiến thuật tiêu thổ khi rút ra khỏi hai nước Bắc Âu Phần Lan và Na Uy. Vùng ngoại ô Rovaniemi của Phần Lan bị thiêu rụi. Trong khu Lapland, chỉ có hai cái cầu là không bị phá, còn lại đều bị giật sập, và các đường đi đều bị gài mìn.
Đến cuối cuộc chiến, Adolf Hitler ra lệnh tướng Albert Speer phá hủy mọi phương tiện địa ốc và kỹ nghệ trên đất Đức để quân Đồng Minh và quân Liên Xô đang tiến vào không thể sử dụng. Nhưng Albert Speer không nghe và bỏ trốn khỏi Berlin.

### Chiến tranh Đông Dương (Kháng chiến chống Pháp)
Năm 1946, chủ tịch Hồ Chí Minh kêu gọi nhân dân Việt Nam sử dụng chiến thuật Tiêu thổ kháng chiến. Các liên khu đều lập tiểu ban phá hoại, định rõ phạm vi, trách nhiệm của từng vùng, từng đơn vị; phối hợp bộ đội và dân quân nhằm huy động lực lượng, tổ chức kiểm tra, đôn đốc công việc “tiêu thổ”.
Nhiều thành phố, thị xã biến thành bình địa, nhiều cầu cống, đường sá bị phá sập không chỉ biểu thị sức mạnh phi thường của nhân dân ta mà còn khiến kẻ thù phải khiếp sợ; đồng thời tạo lòng tin của nhân dân đối với chủ trương, chính sách kháng chiến của Đảng, Bác Hồ.

### Chiến tranh vùng Vịnh
Năm 1990, trước khi tháo chạy, quân Iraq đốt và đặt mìn chung quanh các giếng dầu của Kuwait để quân đồng minh Mỹ khó chiếm và quản lý dầu khí.

### Gần đây
Quân Indonesia và các nhóm quân ủng hộ, dùng phép tiêu thổ khủng bố dân Đông Timor trong cuộc trưng cầu dân ý độc lập năm 1999.
México đốt ruộng nương của nông dân nhỏ để làm lợi cho các đại doanh nghiệp nông nghiệp.

## Thương mại
Ngay cả trong thương mại cũng có thể dùng chiến pháp tiêu thổ. Thí dụ khi một công ty có nguy cơ bị sang lại cho công ty khác khi chưa ngã ngũ chuyện bàn giao mua bán có thể sẽ tận dụng năng lực làm khủng hoảng công ty của mình bằng nhiều cách: lấy hết vốn ra trả nợ, bán hay phá hủy mọi tài sản, vốn liếng quan trọng. Mục đích không phải là trả thù mà là hy vọng không ai muốn mua rẻ công ty mình để mình có thể thời giờ từ từ xây dựng lại.
Những công ty lớn cũng có thể dùng phép này để làm phá sản công ty nhỏ đối địch, bằng cách mua và phá hết các đầu mối thương mãi của công ty nhỏ đó. Khi không có cung cấp và mất khách hàng công ty nhỏ phải chịu thua lỗ và phá sản.